# La Roca de la Sierra
La Roca de la Sierra là một đô thị trong tỉnh Badajoz, Extremadura, Tây Ban Nha. Dân số 1.579 người và diện tích 108.58 km².